# Nové spojení
Nové spojení (celým názvem Nové spojení Praha hl.n., Masarykovo n. – Libeň, Vysočany, Holešovice) je stavba nových částí pražského železničního uzlu, a to východně od centra Prahy, na okraji Žižkova a v Libni, budovaných postupně v letech 2004–2008, resp. 2010 v rámci přestavby celého uzlu.

## Historie
Praha Masarykovo nádraží bylo napojeno na východ (jako součást trati Praha – Olomouc) v úseku do Běchovic dvojkolejně od svého vzniku v roce 1845. Praha hlavní nádraží získalo napojení z východního směru roku 1872, a to hned dvojí: 15. srpna byla pro nákladní dopravu dána do provozu jednokolejná část Pražské spojovací dráhy do Výhybny Hrabovka (a dále po trati Praha – Olomouc směrem do Běchovic) a 28. října byl zahájen provoz Turnovsko-kralupsko-pražské dráhy, jejíž trať byla jednokolejně vedena trasou starým žižkovským železničním tunelem pod Vítkovem a pak severně dlouhým náspem přerušovaným několika mosty (z nichž ten první překonával trať Praha – Olomouc) do Vysočan. Toto spojení bylo pouze v roce 1926 doplněno spojkou mezi výhybnou Vítkov a stanicí Libeň horní nádraží. S narůstajícím významem hlavního nádraží (společně s jednokolejnou tratí tunelem pod Vítkovem a náspem do Vysočan se stalo náhradou i za zrušené nádraží Praha-Těšnov, přes Holešovickou přeložku pak získalo bezúvraťové napojení na trať 091 do Kralup nad Vltavou) však takové spojení přestávalo dostačovat kapacitně i technicky. Bylo totiž pojížděno rychlostí 50 km/h s omezeními na 30 ÷ 10 km/h (jednak pro oblouk o malém poloměru na severním zhlaví Hlavního nádraží a ve starém vítkovském tunelu, resp. pro těžší železniční provoz dosloužilý most Velká Hrabovka. Na Hrabovské spojce byly navíc z důvodů sklonových poměrů vyloučeny jízdy některých rychlíkových souprav (dlouhých, a proto těžkých rychlíků, které lokomotivy na trati s vysokým stoupáním neutáhly) a musely být proto vedeny výlučně po vítkovské trati, stejně tak jako všechen provoz do Vysočan a Holešovic, neboť z Hrabovky k nim neexistovala přímá trať. Rovněž byla kapacita vítkovské trati omezována železničním přejezdem v ulici Pod plynojemem chráněným závorami, které byly pravidelně otevírány pro umožnění průjezdu touto komunikací, přes kterou až do poloviny 90. let 20. století vedl jeden z pražských silničních okruhů.
Plány na radikální přestavbu pražského uzlu vznikaly již za první republiky. Od padesátých let 20. století se hledají cesty, jak zlepšit spojení hlavního nádraží s Libní spolu s propojením do Vysočan a přes holešovickou přeložku s tratí do Kralup nad Vltavou. Začalo se již hovořit o tzv. Novém spojení. Některé návrhy počítaly až se šesti kolejemi na severním úbočí vrchu Vítkov.
V roce 1996 vznikla srovnávací studie Varianta KV (Karlín, Vítkov) Nové trasy v oblasti Žižkova a Karlína navržená v místech stávajících tratí. Na straně karlínské byly dvě nové koleje vedeny nad korunou z části již, pro tento účel už v 50. letech, vybudované zárubní zdi. Na straně žižkovské byla nová dvoukolejná trať vedena v místě stávající jednokolejné trati, ale zhruba o 6 m hlouběji v hloubeném (zakrytý zářez) a dále v krátkém raženém tunelu. Tato varianta – investičně méně náročná – však byla nepřijatelná pro orgány z oblasti životního prostředí a občanské iniciativy. Proto bylo jako vítězné vybráno a zrealizovalo se zde popisované řešení.

## Nové tratě

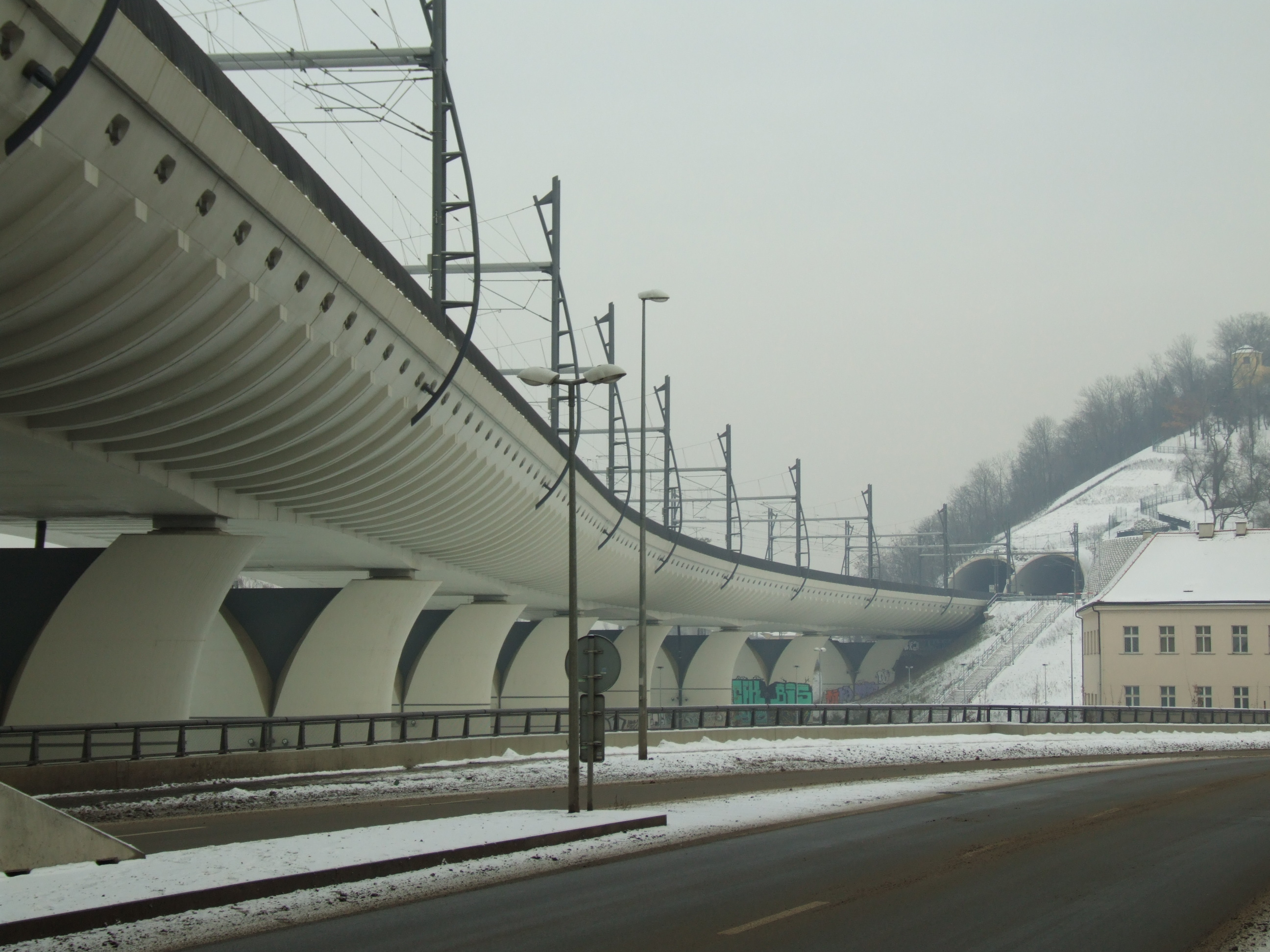
Estakáda přes Masarykovo nádraží při pohledu z Husitské ulice

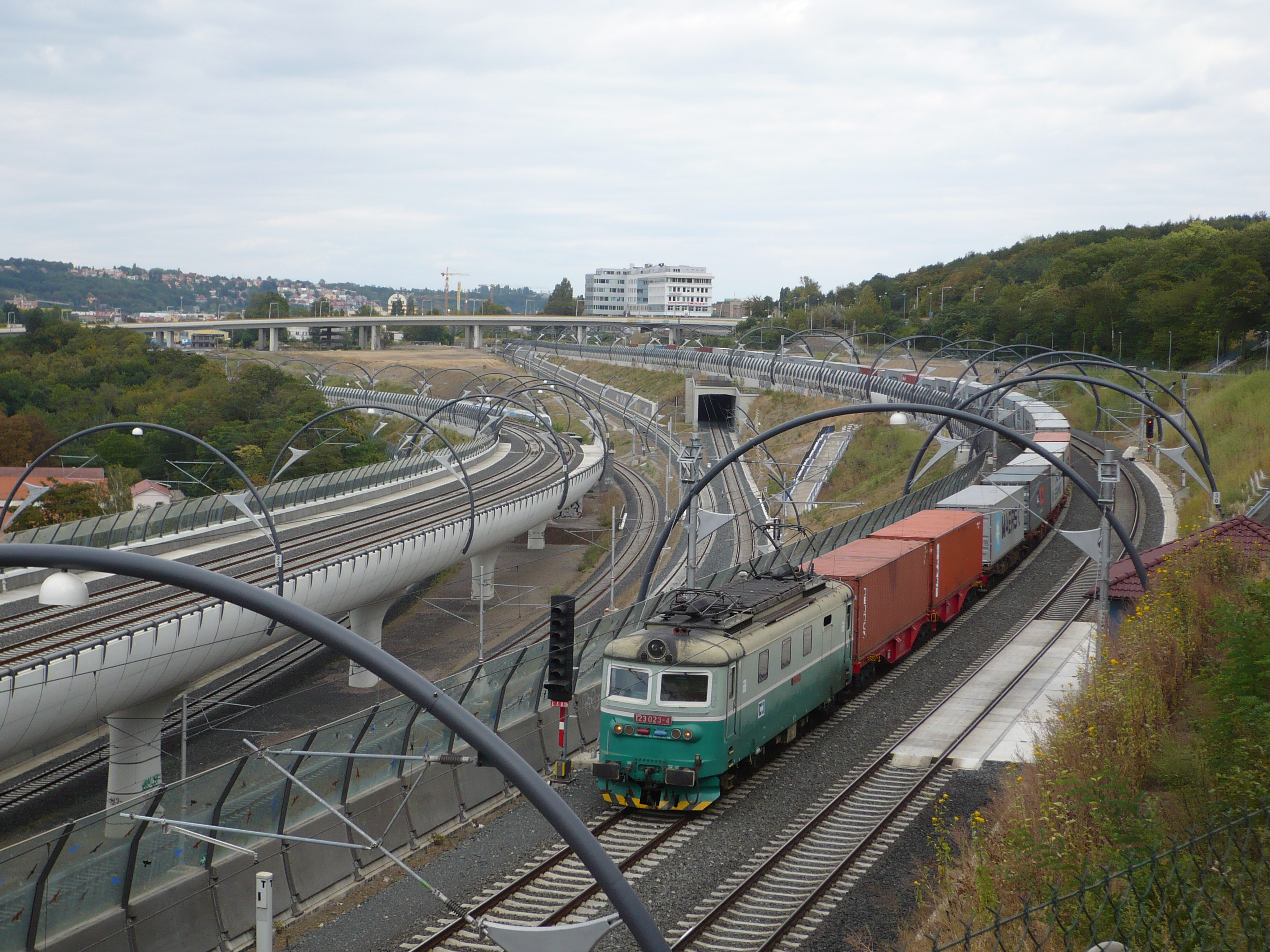
Estakáda Sluncová (vlevo) při pohledu z Vítkova

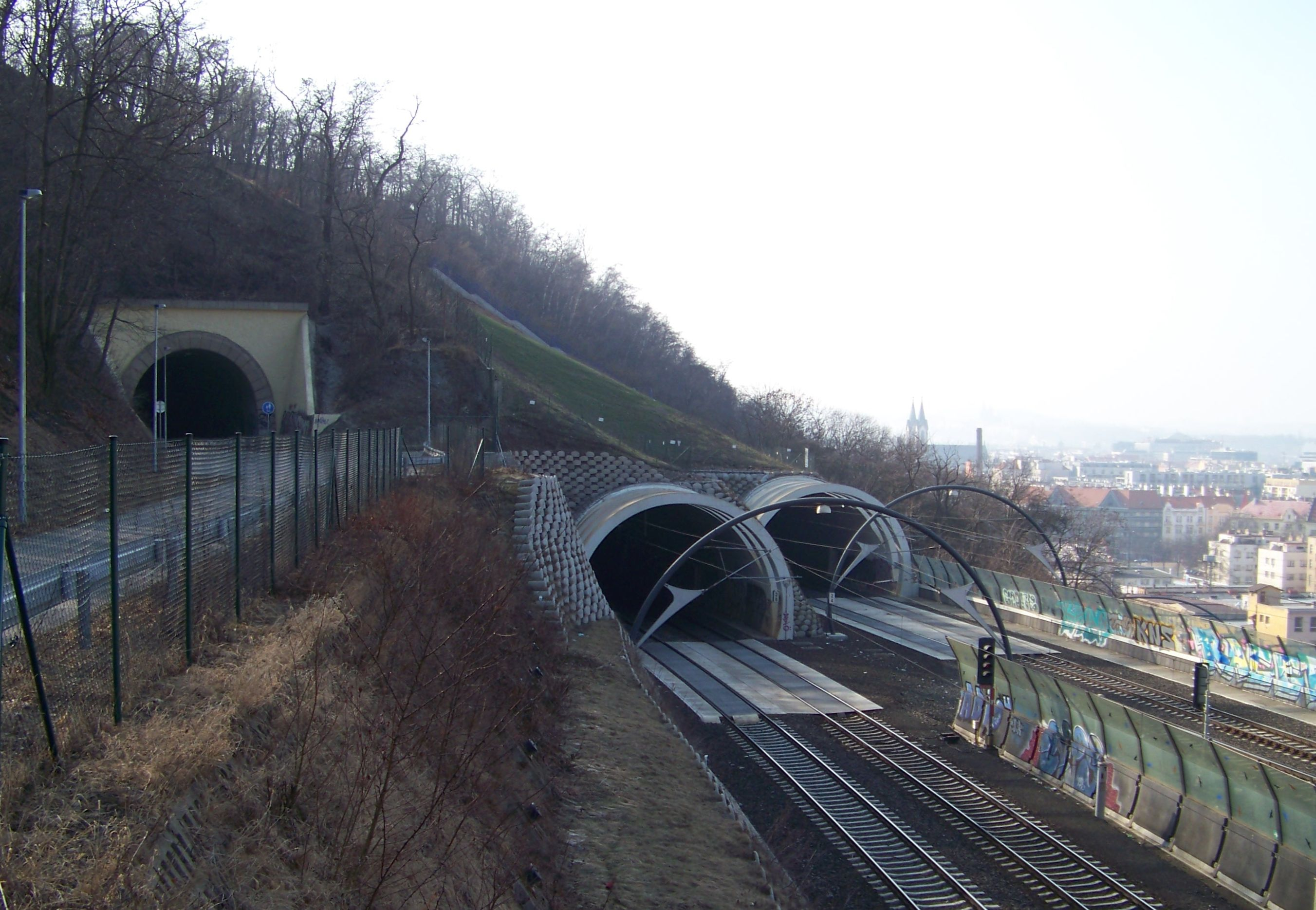
Východní portály Vítkovských tunelů. Vlevo portál Starého Vítkovského tunelu.

Nové spojení hlavní a Masarykovo nádraží napojuje všechny tratě od severu a severovýchodu. Jeho součástí jsou dvojkolejná trať mezi Balabenkou (směry od Vysočan a Holešovic) a Libní, dvě nové dvojkolejné tratě mezi Balabenkou a hlavním nádražím, zachování dvojkolejné tratě mezi Libní a Masarykovým nádražím na severním úpatí Vítkova a spojky mezi dvěma tratěmi na hlavní nádraží a původní tratí na Masarykovo nádraží.
Nová trať je konstruována na rychlost 80–100 km/h a vede dvěma dvojkolejnými tunelovými troubami o celkové délce 2680 metrů horou Vítkov. Severní Vítkovský tunel (délka 1316 m) vede směrem do a z Libně, Jižní Vítkovský tunel (délka 1364 m) vede směrem do a z Holešovic a Vysočan. Jedná se o 4. a 5. nejdelší železniční tunel v Česku v roce 2020. Z vítkovského tunelu vede k hlavnímu nádraží po 438 metrů dlouhé čtyřkolejné estakádě, která přemosťuje Trocnovskou a Husitskou ulici. Ve směru k libeňskému nádraží navazuje na tunel 322 metrů dlouhá dvojkolejná estakáda Sluncová. Dva menší nové železniční mosty jsou i na přeložené trati Praha–Turnov.
Železniční dvoukolejná železobetonová předpjatá mostní estakáda Sluncová, vyprojektovaná společností Pontex Praha a vybudovaná společností Skanska, se stala vítězem soutěže Mostní dílo roku 2008 v kategorii novostavba. Výsledek byl vyhlášen na mezinárodním sympoziu Mosty 2010, které se konalo při stavebním veletrhu IBF v Brně. Hlavním nosným systémem je spojitý dvoustěnný komorový nosník o konstantní výšce 2,7 m a šířce 14,5 m, o osmi polích s největším rozpětím pole 47,6 m. V příčném řezu je nosník oválného obrysu se třemi vnitřními dutinami. Nosná konstrukce je předpjata vnitřními kabely se soudržností a vnějšími volnými kabely. Pilíře mají dříky proměnného eliptického průřezu po výšce a jsou založeny na velkoprůměrových pilotách. Nosná konstrukce byla zhotovena na pevné skruži. Cena mostu byla 262,3 milionů korun (49 400 Kč/m²).
Ke kolaudaci došlo po dlouhém zkušebním období na začátku roku 2021.

## Rušené tratě
Zrušena byla jednokolejná Vítkovská trať (na jižní straně Vítkova, s krátkým tunelem a výhybnou Vítkov), která nevyhovovala ze směrových důvodů, a jednokolejná Hrabovská spojka na severozápadní straně kopce, která neumožňovala průjezd některých souprav z důvodu sklonových poměrů. Hlavní nevýhodou obou původních jednokolejných tratí byla omezená propustná výkonnost, která neumožňovala potenciální zvýšení počtu vlaků vedených od Libně a Vysočan na hlavní nádraží (to se týká především období ranní a odpolední špičky).
Na trase vítkovské tratě byla v roce 2010 vybudována cyklostezka.

## Financování
Nové spojení bylo plně financováno ze státního rozpočtu prostřednictvím Státního fondu dopravní infrastruktury. Celkové náklady stavby činily 9,288 miliardy Kč.

## Historie a plán výstavby

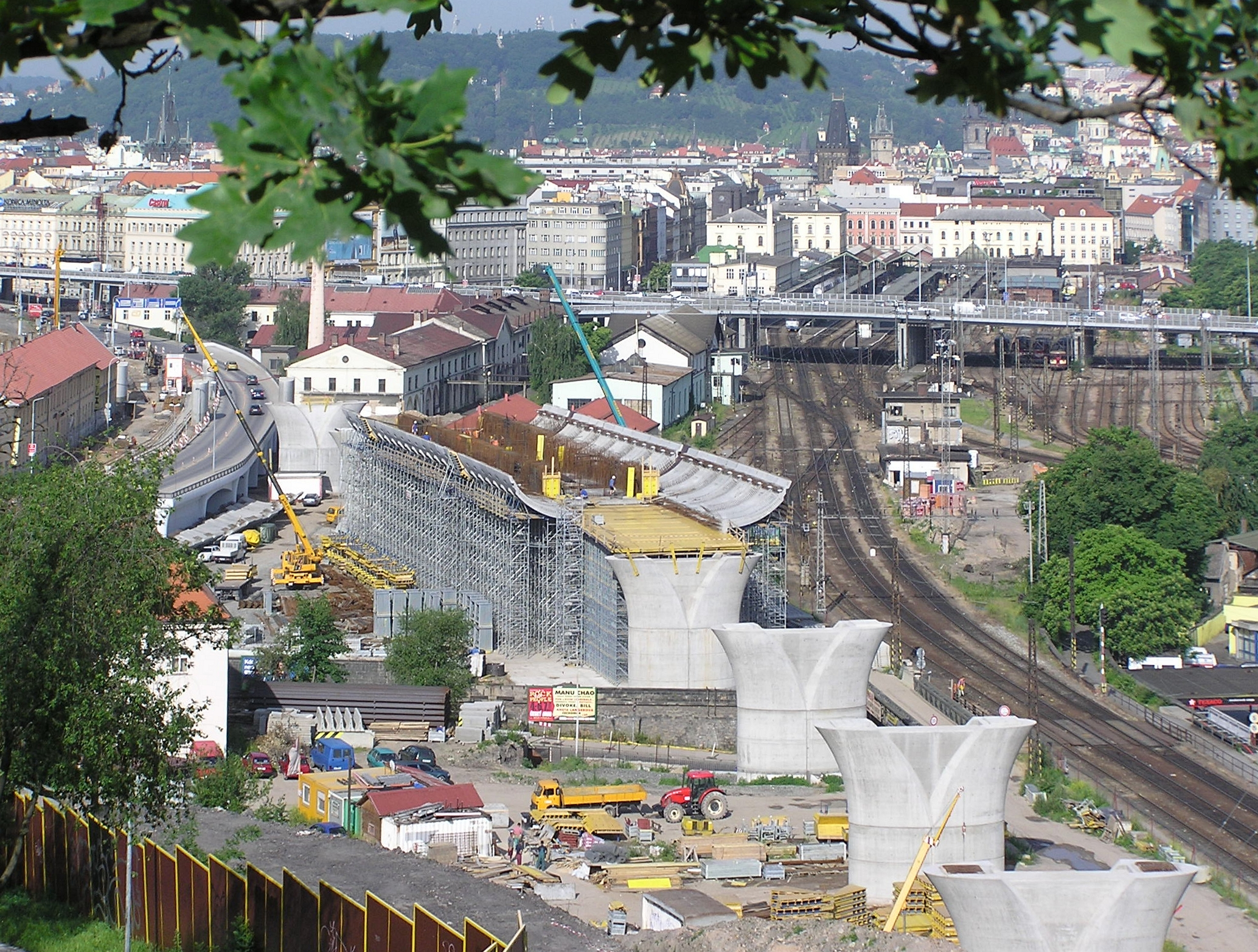
Masarykovo nádraží a stavba estakády Nového spojení v pohledu z úbočí Vítkova, stav červen 2006

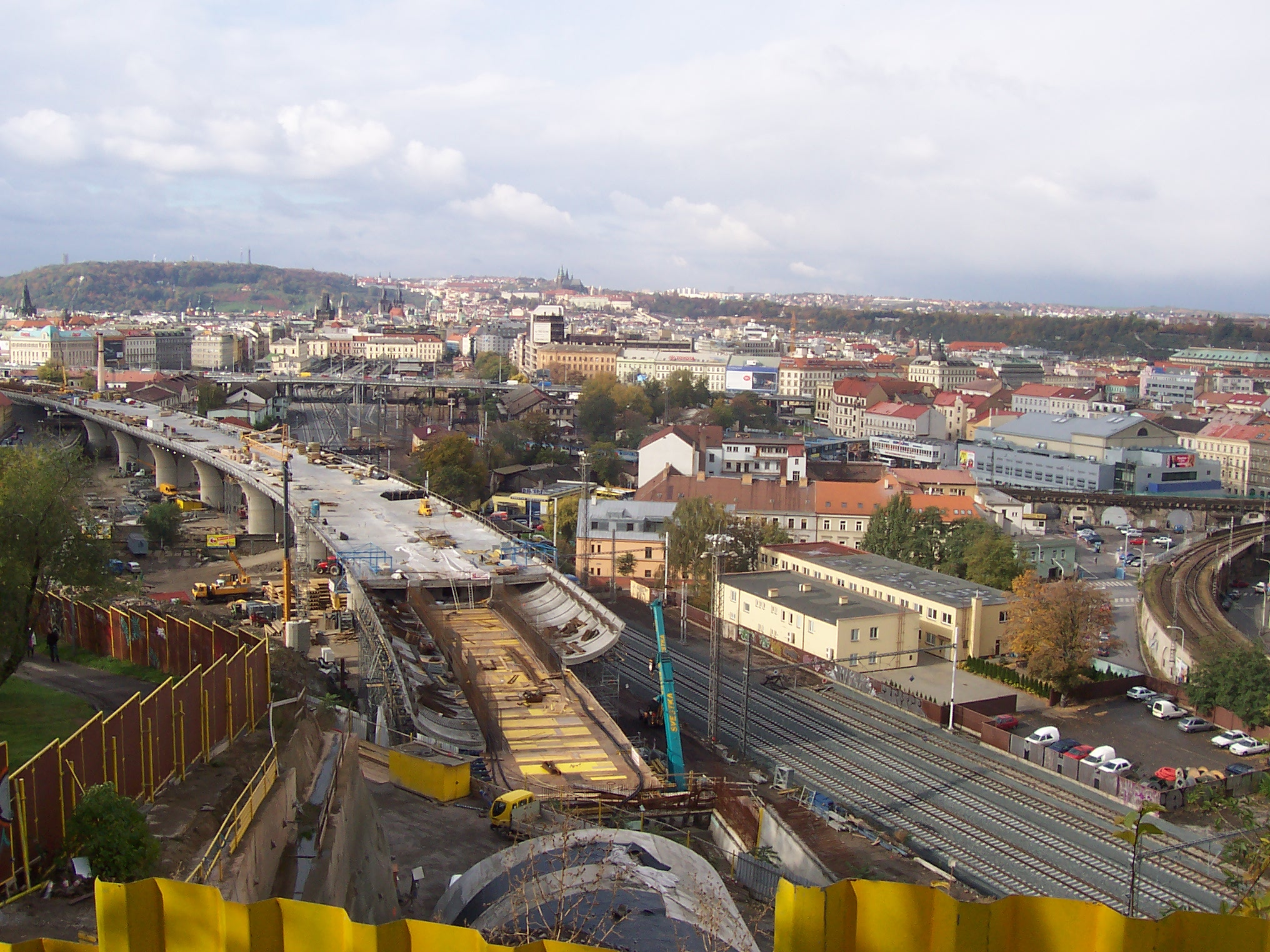
Stavba estakády Nového spojení v pohledu z úbočí Vítkova, stav říjen 2007

- 9. září 1999 bylo Nové spojení schváleno do územního plánu hlavního města Prahy jako veřejně prospěšná stavba.
- 22. března 2004 vyhrálo veřejnou obchodní soutěž na stavbu „Nové spojení Praha hl. n., Masarykovo n. – Libeň, Vysočany, Holešovice“ ze tří účastníků sdružení dodavatelů nazvané Nové spojení. Vedoucím účastníkem je Skanska ŽS a. s., dalšími účastníky Stavby silnic a železnic a. s., Metrostav a. s. a Subterra a. s.
- 12. července 2004 byla podepsána smlouva o dílo.
- 26. května 2005 byla zahájena ražba tunelů.
- 1. prosince 2005 byla otevřena silniční estakáda Krejcárek – Palmovka, která novou železniční trať přemosťuje souběžně se starší tramvajovou estakádou Ohrada – Palmovka.
- V roce 2005 byla při přestavbě železničního mostu zahloubena a rozšířena Seifertova ulice u křižovatky Bulhar.
- 10. prosince 2005 skončil pravidelný provoz na tzv. hrabovské spojce z Libně na hlavní nádraží. 12. prosince 2005 mezi 11.20 h a 11.40 h zde projel jako poslední vlak (formálně posun) zvláštní vlak tažený parní lokomotivou Albatros objednaný firmou Skanska.[7]
- 1. září 2008 byla zprovozněna hlavní část Nového spojení. Prvním vlakem s cestujícími na Novém spojení byl Os 9443 s lokomotivami 111.030 a 150.010.
- 1. září 2008 byl ukončen provoz na Vítkovské trati (jižní úbočí).
- 1. října 2008 byl zahájen provoz na nově vybudované trati mezi Vysočany a Masarykovým nádražím, čímž pro osobní vlaky ve směru Nymburk odpadla nutnost úvrati v Libni.
- 14. listopadu 2008 byla zprovozněna poslední část napojení libeňského nádraží (kromě depa).[8]
- 26. června 2010 je cyklostezka na trase zrušené vítkovské trati těsně před dokončením.
- 16. červen 2010 je cyklostezka fyzicky hotova. Praha ji není ale schopná zkolaudovat, mj. proto, že České dráhy a SŽDC nebyly schopné si mezi sebou vypořádat své majetkové vztahy.
- Do konce roku 2010 bylo Nového spojení včetně parkových úprav okolí dokončeno.
- Úsek budoucích cyklotras A25 a A255 od Hlavního nádraží po Krejcárek vedený po bývalé vítkovské železniční trati byl více než rok po dostavbě konečně zkolaudován[zdroj?] a zprovozněn.
- Síť stezek a podchodů v lokalitě pod Krejcárkem vybudovala SŽDC s tím, že vše bude předáno do vlastnictví hlavního města Prahy. Hlavní město Praha však z důvodu nevyjasněných majetkových poměrů stezky a podchody nikdy nepřevzalo, z téhož důvodu i jejich veřejné osvětlení nikdy nebylo funkční[9] a elektroinstalace veřejného osvětlení mezitím byla rozkradena.
- 5. března 2021 nabylo právní moci rozhodnutí o kolaudaci.

## Fotogalerie

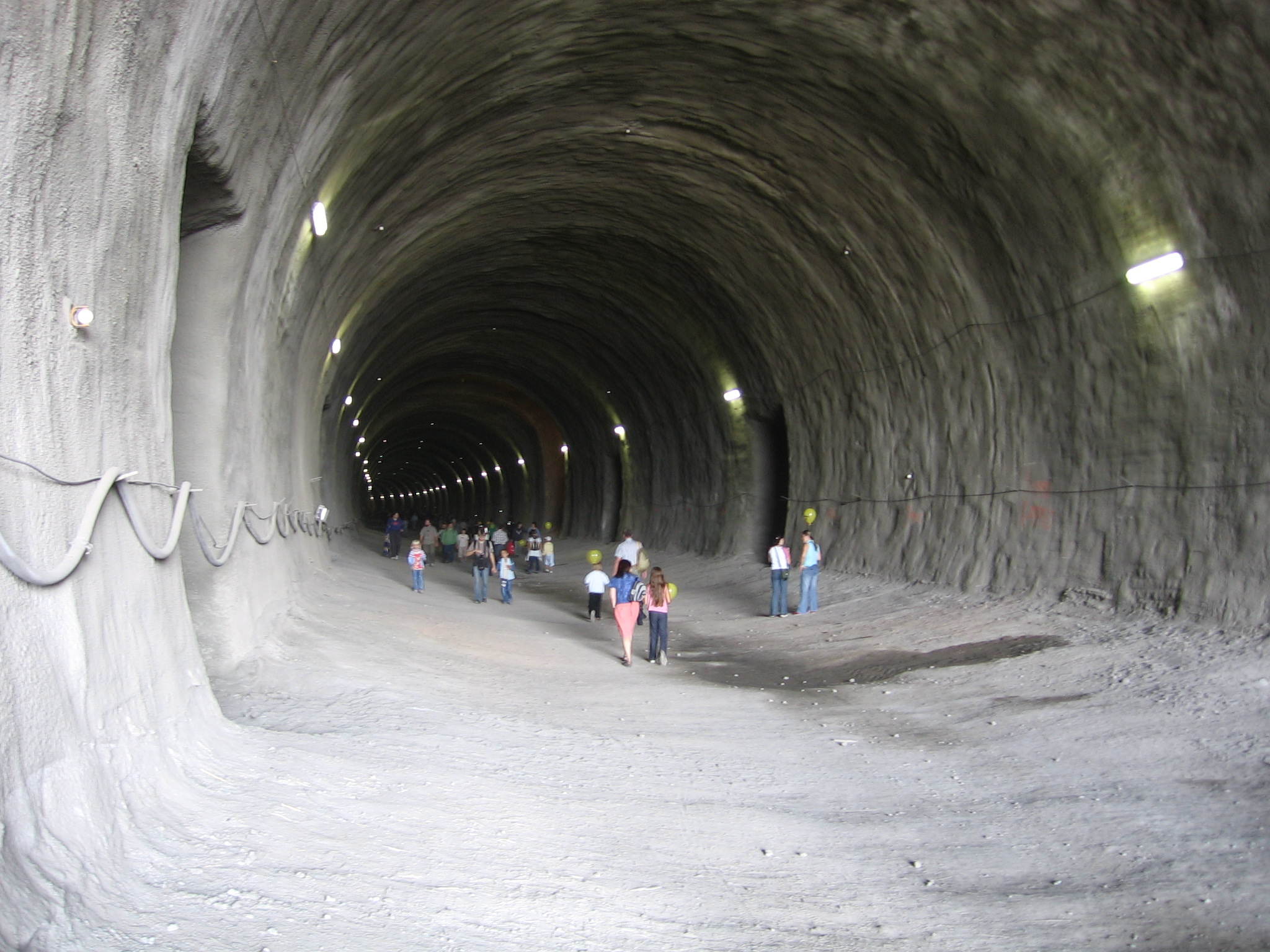
Uvnitř Severního Vítkovského tunelu
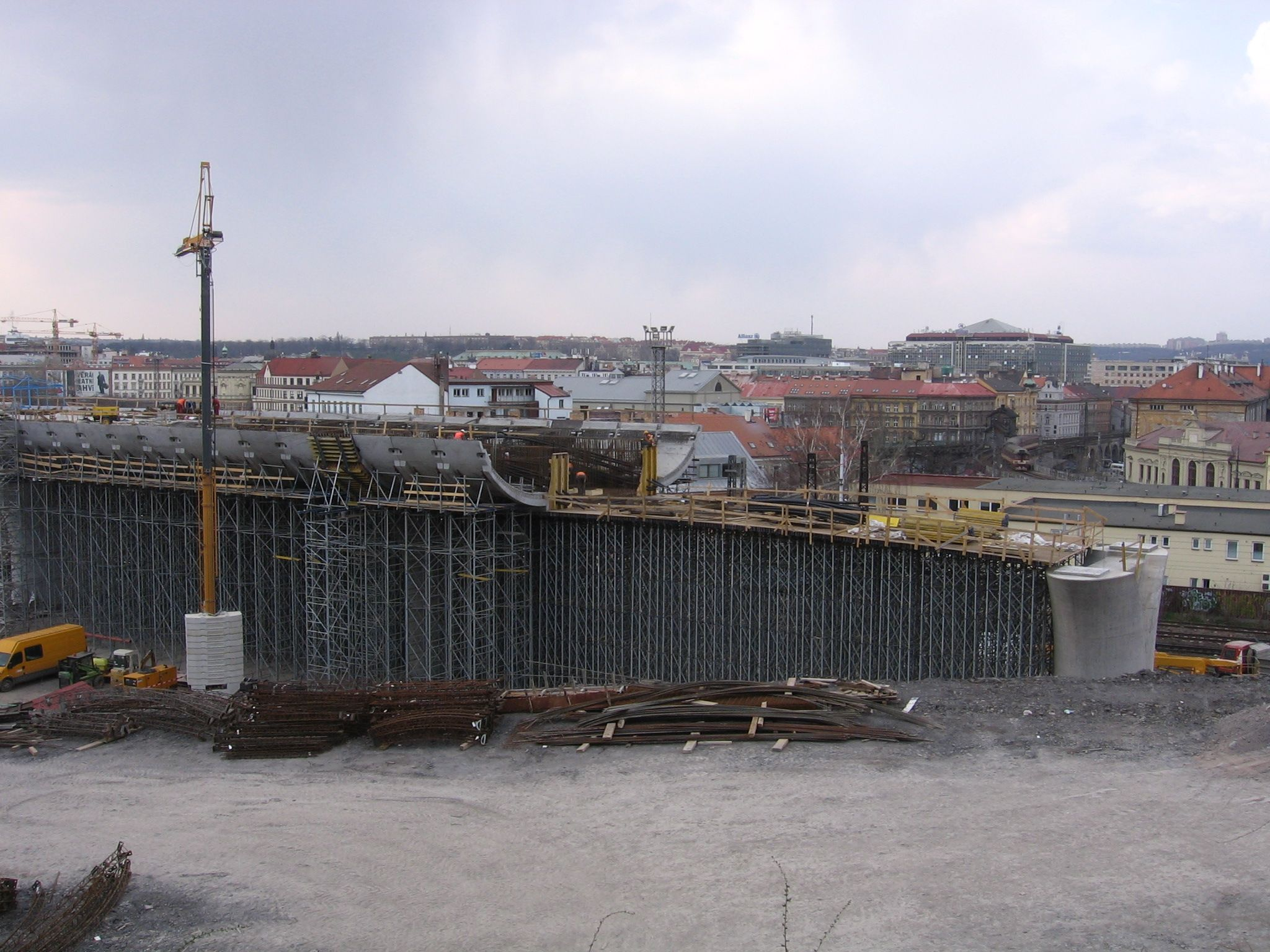
Výstavba estakády, pohled z úbočí Vítkova
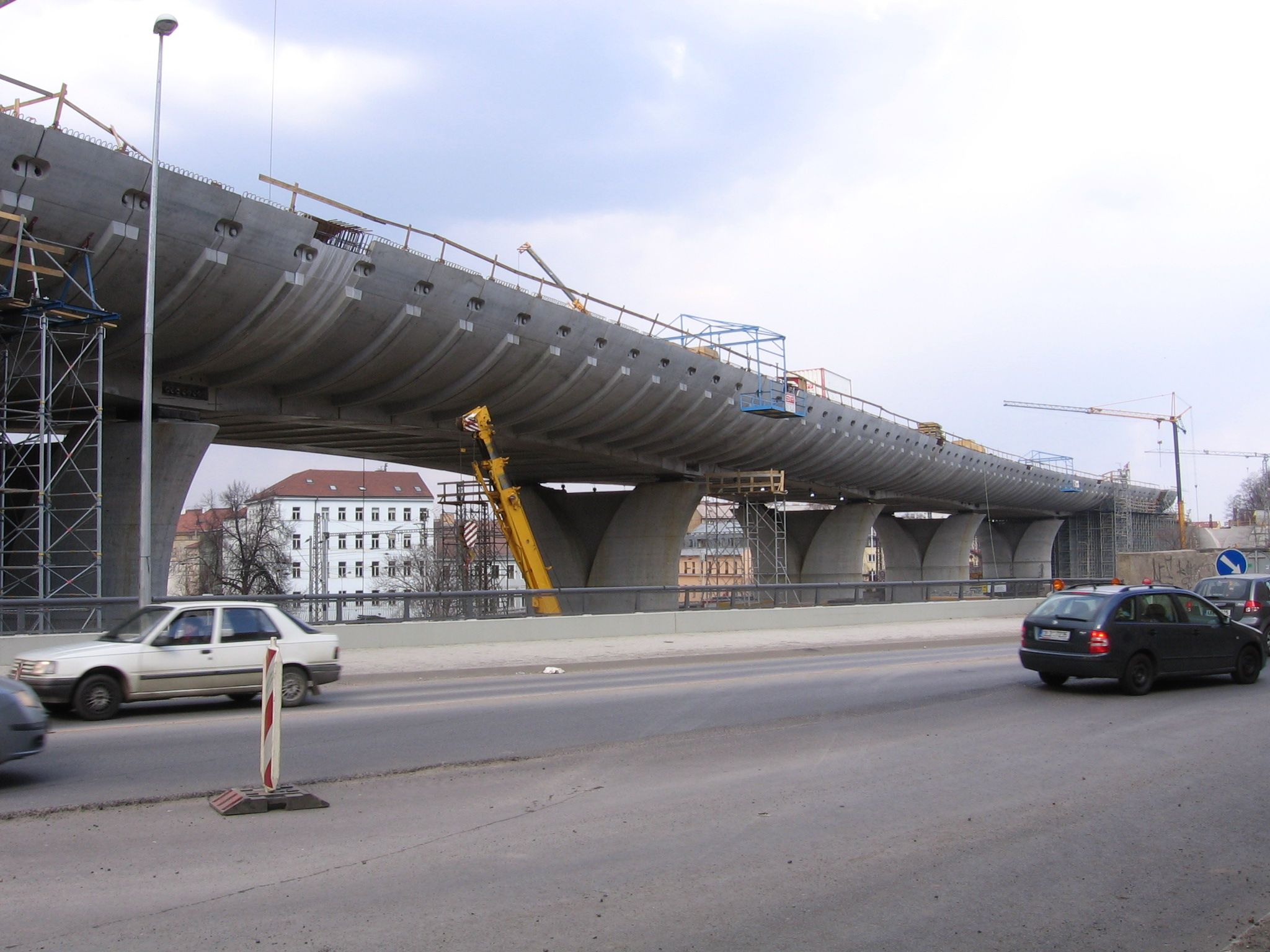
Výstavba estakády, pohled z Husitské ulice
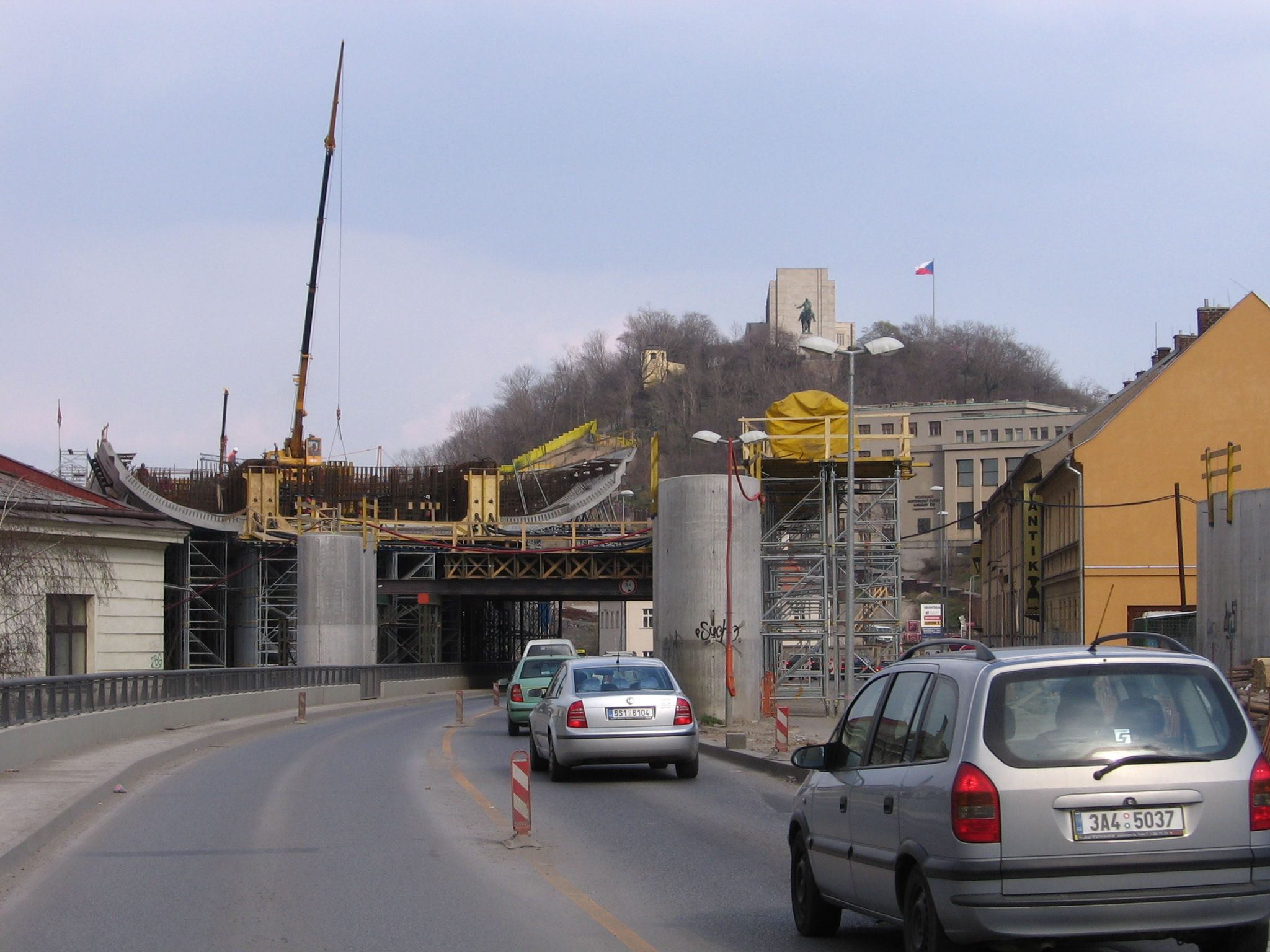
Výstavba estakády, pohled k Vítkovu
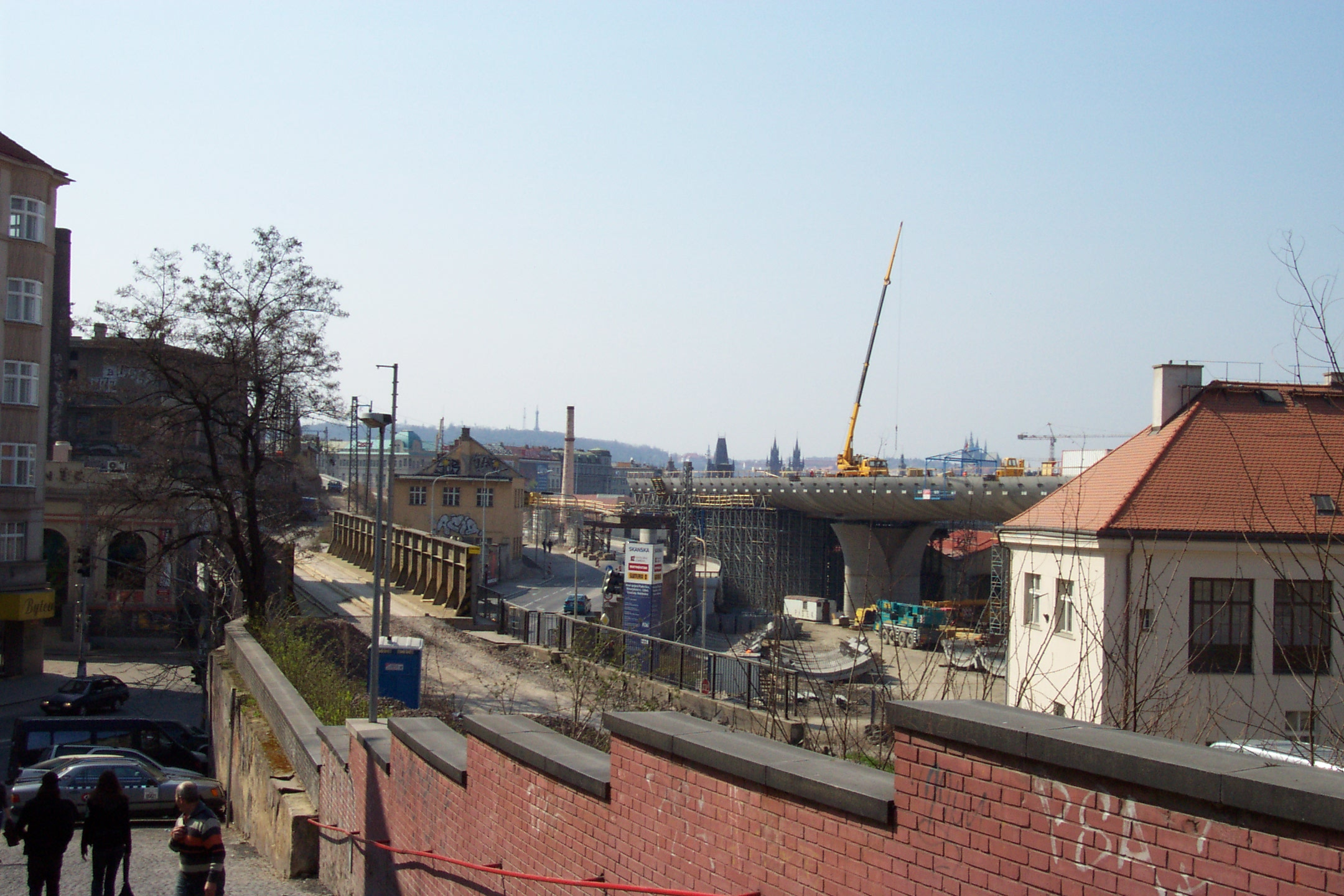
Výstavba estakády, pohled přes most zrušené Hrabovské spojky
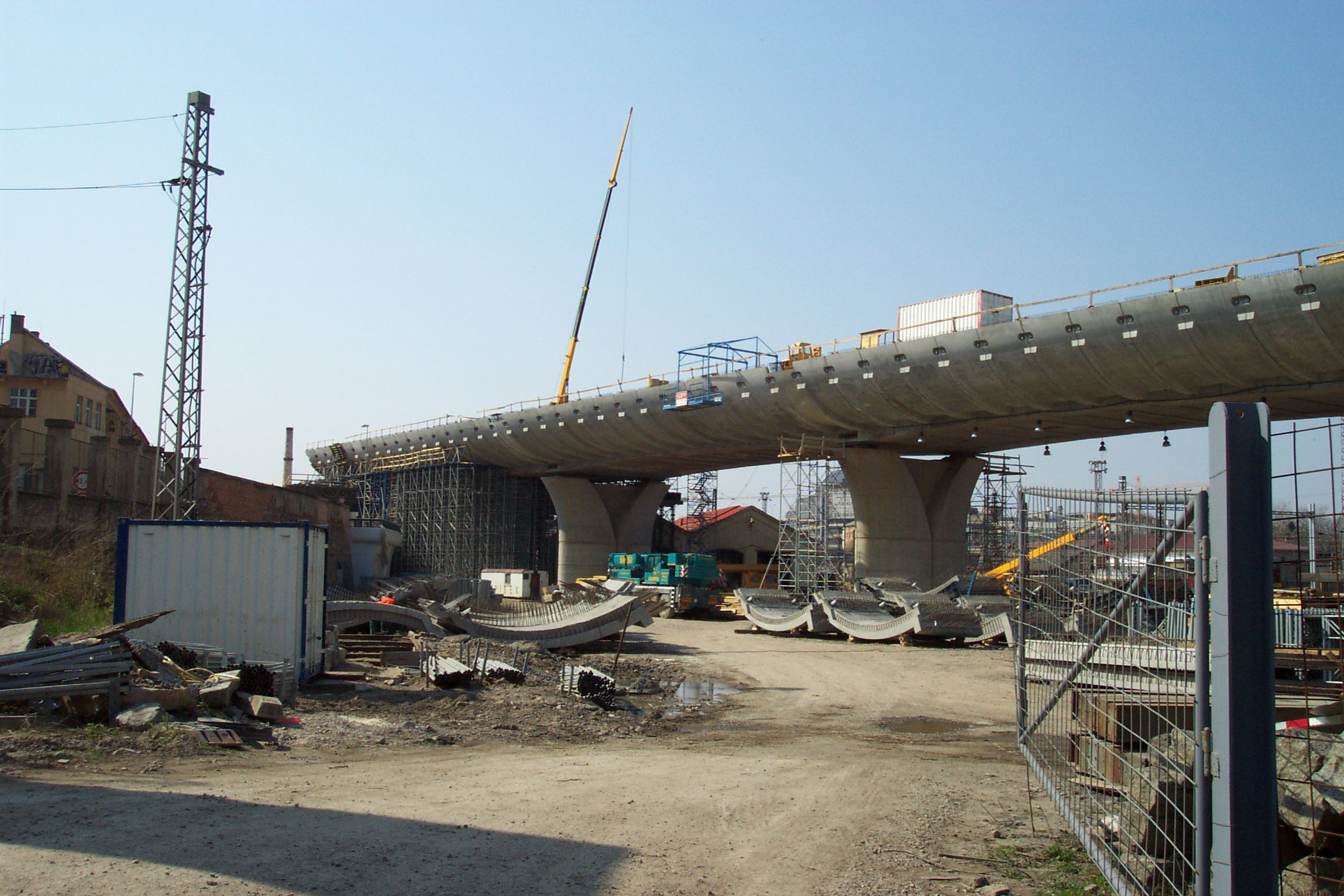
Výstavba estakády, pohled z Florence
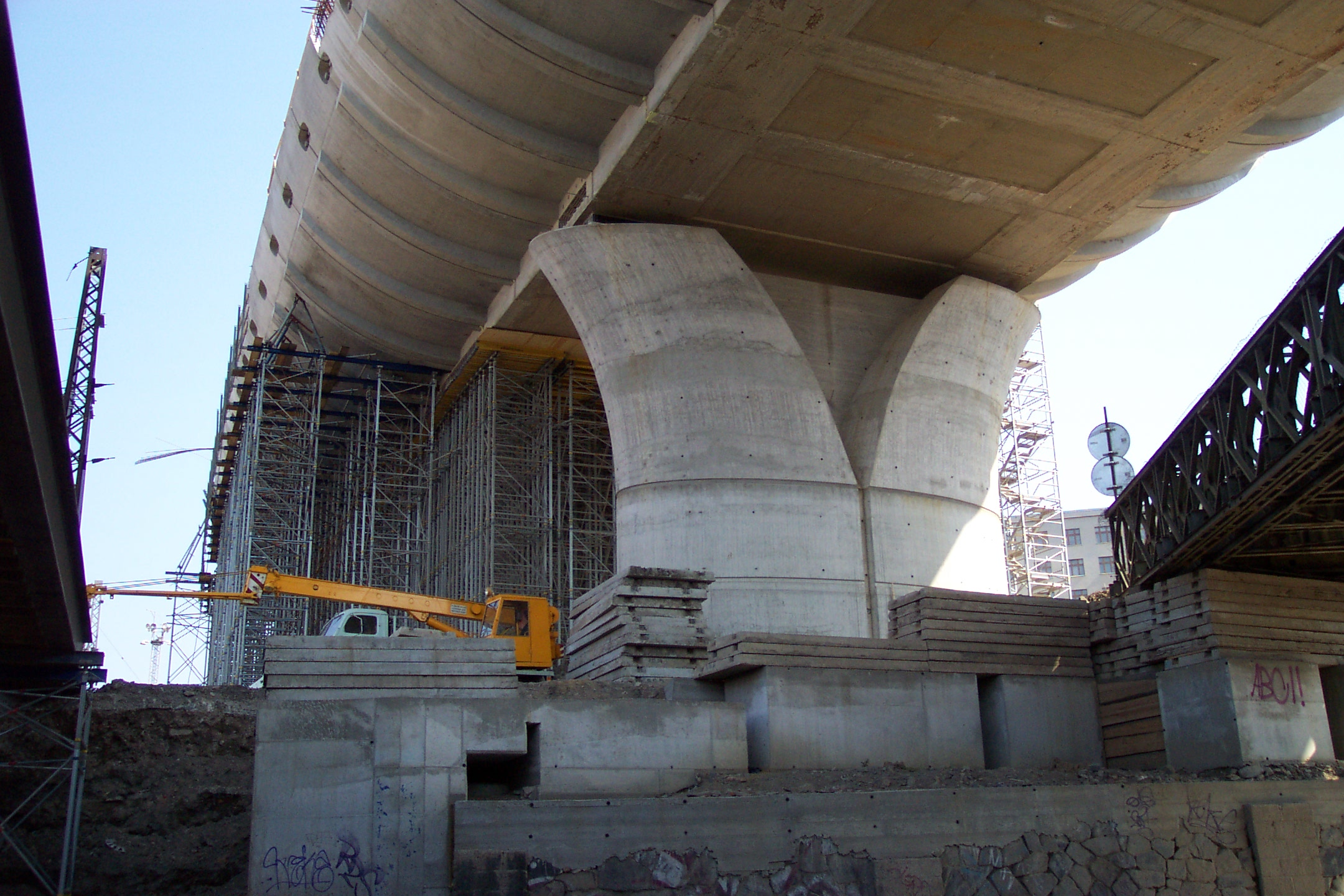
Jeden z masivních pilířů nové estakády